# Cherry-Eisfall
Der Cherry-Eisfall ist ein kleiner Gletscherbruch an der Südseite des Barnes Peak in der Königin-Alexandra-Kette des Transantarktischen Gebirges, der in den Beardmore-Gletscher mündet.
Teilnehmer der Terra-Nova-Expedition (1910–1913) unter der Leitung des britischen Polarforschers Robert Falcon Scott hatten die Formation ursprünglich als Cherry-Gletscher benannt. Auf Vorschlag der New Zealand Geological Survey Antarctic Expedition (1961–1962) wurde der Name in die heutige Form geändert, da dieses der Natur der Formation mehr entspricht. Namensgeber ist der britische Polarforscher Apsley Cherry-Garrard (1886–1959), Teilnehmer der Terra-Nova-Expedition.